# Episodi di Jessica Jones (seconda stagione)
La seconda stagione della serie televisiva Jessica Jones, composta da tredici episodi, è stata interamente pubblicata dal servizio di video on demand Netflix l'8 marzo 2018, in tutti i territori in cui il servizio è disponibile.
| nº | Titolo originale                             | Titolo italiano                           | Pubblicazione |
| -- | -------------------------------------------- | ----------------------------------------- | ------------- |
| 1  | AKA Start at the Beginning                   | Partiamo dal principio                    | 8 marzo 2018  |
| 2  | AKA Freak Accident                           | Uno strano incidente                      | 8 marzo 2018  |
| 3  | AKA Sole Survivor                            | L'unica sopravvissuta                     | 8 marzo 2018  |
| 4  | AKA God Help the Hobo                        | Povero il vagabondo che...                | 8 marzo 2018  |
| 5  | AKA The Octopus                              | Il polpo                                  | 8 marzo 2018  |
| 6  | AKA Facetime                                 | Faccia a faccia                           | 8 marzo 2018  |
| 7  | AKA I Want Your Cray Cray                    | I Want Your Cray Cray                     | 8 marzo 2018  |
| 8  | AKA Ain't We Got Fun                         | Non ci siamo divertiti                    | 8 marzo 2018  |
| 9  | AKA Shark in the Bathtub, Monster in the Bed | Uno squalo nel bagno, un mostro nel letto | 8 marzo 2018  |
| 10 | AKA Pork Chop                                | Cotoletta di maiale                       | 8 marzo 2018  |
| 11 | AKA Three Lives and Counting                 | Non ti fermerai più                       | 8 marzo 2018  |
| 12 | AKA Pray for My Patsy                        | Pregate per Patsy                         | 8 marzo 2018  |
| 13 | AKA Playland                                 | Luna park                                 | 8 marzo 2018  |

## Partiamo dal principio
- Titolo originale: AKA Start at the Beginning
- Diretto da: Anna J. Foerster
- Scritto da: Melissa Rosenberg

L'investigatrice privata Jessica Jones è diventata famosa come eroe vigilante per tutta New York da quando ha ucciso il suo tormentatore Killgrave. Trish Walker, la migliore amica di Jones e sorella adottiva, tenta di convincere Jessica ad indagare sul suo passato e sulla IGH, la compagnia che le ha dato le sue abilità, ma questa non sembra essere interessata. Così Trish, che ha a che fare con indici sempre più decrescenti del suo programma radiofonico Trish Talk, decide di indagare per cercare nuove informazioni e provare ad aumentare l'ascolto con nuove storie sui superpoteri. Il suo ex fidanzato Will Simpson - anch'esso stato sperimentato dalla IGH - nel frattempo la segue.
Pryce Cheng, un altro investigatore, cerca di assorbire Jones nella sua compagnia su richiesta dell'avvocato Jeri Hogarth. Quando Jessica attacca e ferisce Cheng, questo è intenzionato a denunciarla proprio con Hogarth, che sta già affrontando una causa dalla sua ex assistente e amante.
Jessica intanto ha ricominciato a lavorare e viene avvicinata da Robert Coleman, che si autodefinisce anche "Whizzer" in quanto gli è stata data la super velocità da parte della IGH. Ma inizialmente Jessica non gli crede, finché questo viene ucciso in un apparente incidente di costruzione. Jessica riesce a rintracciare dalle sue medicine un edificio abbandonato dove ricorda di essere stata portata da piccola e dove è lì che è avvenuto l'esperimento per potenziarla.

## Uno strano incidente
- Titolo originale: AKA Freak Accident
- Diretto da: Minkie Spiro
- Scritto da: Aïda Mashaka Croal

Jessica va a casa di Miklos Kozlov, il medico IGH che aveva effettuato esperimenti su Simpson. Ma una volta giunta lì trova il suo funerale, Kozlov è morto in uno "strano incidente". Uno dei pazienti di Kozlov crede che sia stato Simpson ad orchestrare il suo attentato, e Jessica inizia a sospettare che abbia ucciso anche Robert Coleman.
Trish chiede a Malcolm Ducasse, il vicino di casa di Jessica nonché suo partner di lavoro, di aiutarla piuttosto che coinvolgere ulteriormente la riluttante Jones. Trish si confronta con Maximilian Tatum, un regista, sulla relazione sessuale che avevano quando era un'attrice bambina che lavorava per lui, minacciando di rivelarlo pubblicamente a meno che non l'aiuti a ottenere l'accesso ai documenti riguardanti l'incidente di Jessica avvenuto anni prima, che si trovano in un ospedale su cui ha influenza.
Dopo che Tatum si rifiuta, Walker incontra Simpson. Arriva anche Jessica, dopo aver rintracciato Trish parlando con sua madre, quando non ha risposto al telefono. Simpson sostiene che qualche altra persona oggetto di esperimenti della IGH abbia ucciso Kozlov e Coleman, e che lui è lì solo per proteggere Trish, infatti questa è stata notata mentre indagava sulla IGH. Questa altra persona potenziata appare presto ed uccide Simpson mentre Jessica tiene Trish al sicuro.

## L'unica sopravvissuta
- Titolo originale: AKA Sole Survivor
- Diretto da: Mairzee Almas
- Scritto da: Lisa Randolph

Hogarth è malata di SLA ed i suoi partner legali Steven Benowitz e Linda Chao hanno intenzione di liquidarla in base a una clausola nei loro contratti inerente al loro stato di salute. Jeri, pertanto, incarica Jessica Jones ad investigare sugli altri partner per trovare materiale di ricatto, così da non dover abbandonare lo studio legale. Nel frattempo Jessica riceve un avviso di sfratto dal nuovo sovrintendente del suo palazzo, Oscar Arocho, che teme per la sua incolumità visto i poteri e le cattive compagnie della Jones.
Jessica, in ogni caso, continua ad indagare sul suo passato: Trish convince Jessica a visitare un ipnoterapeuta con la speranza di sbloccare i suoi spazi vuoti nei suoi ricordi ma risulta tutto vano. Riesce a scoprire il nome di Leslie Hansen nell'edificio abbandonato dell'IGH. Hansen era un medico dell'ospedale in cui è stata presa Jessica a seguito dell'incidente che ha ucciso la sua famiglia. Jessica e Trish trovano l'appartamento di Hansen vuoto e una testa umana carbonizzata nel seminterrato. Trish usa il suo programma radiofonico per chiedere informazioni al pubblico sulla Hansen e riceve una telefonata da una donna che dichiara di essere lei.
Jessica non permette a Trish di andare a parlare con questa donna così si reca lei stessa all'incontro. Qui scopre che è morta anche lei nell'incidente assieme a tutta la sua famiglia, ma è stata riportata in vita dalla IGH; i superpoteri erano un effetto collaterale del trattamento. Durante il colloquio la donna inizia a diventare sospettosa e poi perde il controllo, si arrabbia e scappa usando abilità simili a quelle di Jessica. Trish, nel frattempo, scopre dall'analisi del DNA che la testa carbonizzata appartiene alla vera Leslie Hansen.
- Citazioni e riferimenti: l'ipnoterapeuta viene chiamato da Trish dott. Tiboldt, è probabile che sia un riferimento a Maynard Tiboldt, meglio conosciuto come Ringmaster.

## Povero il vagabondo che...
- Titolo originale: AKA God Help the Hobo
- Diretto da: Deborah Chow
- Scritto da: Jack Kenny

Hogarth cerca modi non convenzionali per porre fine alla sua vita senza soffrire, anche contro il parere contrario del suo dottore, che non l'appoggia. Hogarth parla con Cheng per non dare più la priorità a lui e alla sua causa, ma quest'ultimo, invece, va da Jessica ed offre a Malcolm un lavoro nella sua compagnia; Ducasse rifiuta il ruolo e parlando con Jessica, questa gli promette di lavorare meglio insieme.
Jessica e Trish cercano di scoprire chi fosse la misteriosa donna che dichiara di essere la dottoressa Hansen, così si recano da Maximilian Tatum, spaventandolo per ottenere i file IGH dall'ospedale.
Oltre ai file su Jones e Coleman, trovano nei documenti un nuovo nome: Inez Green. La trovano per strada, tra i senzatetto, dove la ragazza spiega a loro che era un'infermiera dell'ospedale gravemente ferita dalla misteriosa donna. Jessica promette pertanto di tenerla al sicuro.
Cheng manda uno dei suoi uomini a rubare tutte le ricerche di Jessica dal suo ufficio, sperando di trovare qualcosa da usare contro di lei. L'uomo, però, viene attaccato dalla misteriosa donna, che lo fa a pezzi. Quando Jessica arriva, viene arrestata per l'omicidio. Trish prova ad aiutarla usando come inalatore un potenziatore di prestazioni IGH che ha preso da Simpson, ma viene anch'essa arrestata. Malcolm, così si vede costretto ad andarsene, portando in sicurezza Inez Green.

## Il polpo
- Titolo originale: AKA The Octopus
- Diretto da: Millicent Shelton
- Scritto da: Jamie King

Jessica passa un giorno alla stazione di polizia prima che Hogarth la convinca a dire la verità. Il detective Eddy Costa crede in Jessica e la rilascia con la promessa che lo terrà informato della sua indagine. Trish, uscita precedentemente di prigione grazie ad una cauzione pagata da sua madre, lotta con gli effetti collaterali dell'uso del farmaco IGH. Il suo nuovo fidanzato Griffin Sinclair le chiede di sposarlo, ma lei rifiuta.
Malcolm porta Green da Hogarth, che accetta di proteggerla. Hogarth chiede a Green informazioni sugli esperimenti avvenuti alla IGH.
Jessica, nel frattempo, incontra David Kawecki, un detenuto in un ospedale psichiatrico che sta scontando l'omicidio della sua infermiera, che, invece, è stata effettivamente uccisa dalla misteriosa donna. Parlando con David, Jessica  scopre un interesse comune per i polpi che Kawecki ha con un medico della IGH e decide di visitare l'acquario dove di solito si recava David. Riconosce il dottore, Karl Malus, in un nuovo ricordo dopo l'incidente. Questo incontra la misteriosa donna che, scoprendo Jones mentre li sorveglia, distrugge il recinto di vetro di un acquario per creare confusione così da coprire la loro fuga.
Intanto Trish continua a prendere nuovamente il farmaco IGH.

## Faccia a faccia
- Titolo originale: AKA Facetime
- Diretto da: Jet Wilkinson
- Scritto da: Raelle Tucker

Trish diventa dipendente dal farmaco IGH e va in giro per New York in cerca di criminali da attaccare.
Le riprese di sicurezza dall'esterno dell'acquario mostrano che il dott. Malus drogava la donna e la costringeva a partire con lui, nonostante la coppia sembrasse essere innamorata. Jessica manda Malcolm alla sua vecchia università, dov'era stato sospeso per la sua precedente abitudine alla droga, per indagare su Malus, qui apprendono di Justis Ambrose, che ha frequentato l'università con Malus ed ha pagato tutte le sue spese personali per anni. Jessica affronta Ambrose, il quale spiega che suo figlio Eric è nato con un difetto genetico fatale e Malus è riuscito a curarlo con i suoi trattamenti sperimentali. Eric, però, sembra non possedere abilità speciali. Alla fine, Jessica riesce ad ottenere la posizione del dott. Malus, minacciando il figlio di Ambrose.
Green, mentre sta frugando tra i gioielli della Hogarth trova delle medicine e capisce che questa ha la SLA, così le dice che nella IGH c'era un paziente il quale poteva guarire le persone toccandole e lui le aveva salvato la vita dopo che la donna misteriosa l'aveva attaccata.
Jessica va a casa del dott. Malus, lui abita lì con la donna misteriosa e quest'ultima le confessa di essere sua madre Alisa.

## I Want Your Cray Cray
- Titolo originale: AKA I Want Your Cray Cray
- Diretto da: Jennifer Getzinger
- Scritto da: Hilly Hicks Jr.

L'episodio si svolge quasi totalmente nel passato, tratta della storia di Alisa dopo l'incidente ed è raccontato da essa stessa.
Racconto delle origini: anni prima, dopo che Brian Jones e suo figlio Phillip rimasero uccisi in un incidente automobilistico, sua moglie Alisa e la figlia Jessica furono ricoverate in ospedale. La dottoressa Leslie Hansen le portò segretamente alla IGH. Jessica fu salvata e ricoverata nuovamente in ospedale in 20 giorni, mentre le ferite di Alisa erano più gravi e le sue cure richiesero diversi anni, alterando il suo aspetto e causando maggiore resistenza e sbalzi d'umore estremi.
Jessica fu adottata dai Walker, ma col tempo si allontanò dalla sua famiglia adottiva, specialmente dopo che la sorella adottiva Trish divenne tossicodipendente all'inizio della sua carriera da popstar.
Intenzionata nel vedere Jessica, Alisa fuggì dalla IGH uccidendo un'infermiera e ferendo gravemente Inez Green. Scoprì che Jessica viveva con il suo nuovo fidanzato, Stirling Adams, ma vide quest'ultimo apparentemente tentare di sfruttarla e pertanto in un impeto di rabbia lo uccise.
Dopo essere tornata alla IGH, il dott. Malus promise ad Alisa che l'avrebbe curata degli effetti collaterali. La morte di Stirling portò Jessica a ricongiungersi con Trish, aiutandola a disintossicarsi.
Ritorno al presente: Jessica si rifiuta di perdonare Alisa e la attacca, il dott. Malus rende Jessica incosciente con un sedativo.

## Non ci siamo divertiti
- Titolo originale: AKA Ain't We Got Fun
- Diretto da: Zetna Fuentes
- Scritto da: Gabe Fonseca

Trish ha passato la notte con Malcolm e quest'ultimo si accorge che lei è diventata dipendente dal farmaco IGH. Ma, quando lei si rifiuta di ammetterlo, lui se ne va e decide di continuare da solo l'indagine di Jessica sui partner della Hogarth. Scopre, così, che Benowitz è segretamente gay e frequenta un bar gay all'insaputa di sua moglie. Malcolm dice a Benowitz che è stata Chao ad averlo ingaggiato, e Benowitz gli confessa del materiale di ricatto che ha su di lei.
Fuori dal bar gay, Malcolm viene attaccato da teppisti omofobi. Trish lo salva e gli dà il suo inalatore del farmaco IGH per aiutarlo a guarire, ma è troppo per lui e scappa.
Hogarth visita Shane Ryback, l'uomo che può guarire le persone con le sue mani. È in prigione, ma lei lo prende come cliente, dichiarando di farlo uscire in cambio della guarigione. Lui, toccandola, capisce che ha la SLA, si sente male e se ne va.
Jessica manda un messaggio al detective Costa per far venire la polizia a casa del dott. Malus. Questo, seppur non volendo lasciare Alisa, è costretto a fuggire. Alisa, invece, decide di restare con Jessica e spera di dimostrare che è la stessa persona che ha cresciuto Jessica, nonostante abbia un aspetto diverso e abbia sbalzi d'umore estremi. Riescono ad andarsene comunque prima dell'arrivo della polizia e vanno nell'appartamento di Jessica, dove vengono colpiti da dei proiettili sparati dal palazzo di fronte. Jessica è colpita, facendo arrabbiare Alisa che va a cercare il cecchino.
- Citazioni e riferimenti: Jessica nomina la struttura carceraria del Raft durante la conversazione tra lei ed Alisa, quale prigione di massima sicurezza per gente straordinaria, che troviamo durante Captain America: Civil War.

## Uno squalo nel bagno, un mostro nel letto
- Titolo originale: AKA Shark in the Bathtub, Monster in the Bed
- Diretto da: Rosemary Rodriguez
- Scritto da: Jenny Klein

In cerca di vendetta per la morte del suo uomo, Cheng cerca di uccidere Alisa. Le spara contro ma colpisce solo Jessica. Alisa corre per trovare ed uccidere Cheng, ma Jessica arriva per prima e riesce a renderlo privo di sensi, ed alla fine riesce a convincere Alisa a trovare una soluzione diversa dall'omicidio.
Ryback viene rilasciato dalla prigione, va a casa di Hogarth e tenta di guarirla, ma non può promettere che funzionerà.
Durante una trasmissione dal vivo del suo programma radiofonico, Trish, sotto l'influenza del farmaco IGH, si scaglia contro la superficialità della programmazione e molla il suo programma. Per il suo atteggiamento sopra le righe le viene offerto un lavoro in televisione, ma si rende conto che è rimasta senza droga.
Arocho, il cui rapporto con Jessica è diventato meno ostile e più romantico, chiede aiuto a Jessica quando la sua ex moglie rapisce il figlio Vido. Jessica e Alisa corrono per salvare Vido, usando le loro abilità insieme per fermare l'autobus su cui stava viaggiando l'ex moglie per lasciare il paese. Alisa vede il potenziale di una vita con Jessica per fare del bene ed aiutare il prossimo, ma vuole ancora proteggere Jessica uccidendo Cheng e fuggendo. Jessica libera Cheng, ma Alisa perde il controllo nuovamente e gli dà la caccia, ma poco prima di riprenderlo si trova di fronte alla polizia e si arrende a loro.

## Cotoletta di maiale
- Titolo originale: AKA Pork Chop
- Diretto da: Neasa Hardiman
- Scritto da: Aïda Mashaka Croal

Hogarth riesce ad organizzare un patteggiamento per Alisa, così da evitare il Raft, la prigione per persone potenziate, ma per farlo deve abbandonare il dott. Malus. Alisa è d'accordo solo quando Jessica promette di tenere al sicuro Malus, evitandogli la prigione.
Trish durante la sua audizione televisiva, sente per caso che l'assassino superpotente è stato catturato. Jessica spiega tutto a Trish e Malcolm, ma dice loro di stare alla larga perché il caso ormai è chiuso. Su indicazione di Alisa, trova il dott. Malus e lo convince ad andare in un paese senza estradizione, così Alisa può parlare di lui senza che venga catturato. Mentre aspetta un nuovo passaporto fornito da Arocho, il dott. Malus dice anche a Jessica che non ha mai trattato Ryback ed alla IGH non c'erano pazienti con poteri curativi.
Jessica incontra Hogarth per far firmare il patteggiamento ad Alisa e le spiega quanto detto dal dott. Malus, ma Jeri non le crede. Una volta ritornata a casa scopre che effettivamente Inez Green e Ryback l'hanno derubata (e quindi si rende anche conto che non è stata guarita).
Trish e Malcolm, ancora insoddisfatti dalle decisioni prese da Jessica sul caso della donna con superpoteri, decidono di rintracciare il dott. Malus per conto loro; Jessica, nel frattempo, scopre che Alisa è tormentata da una delle sue guardie, Dale Holiday. Investigando su di lui, Jessica trova delle prove che dimostrano che ha già ucciso alcuni detenuti. Lui, allora, la attacca e lei lo uccide accidentalmente per legittima difesa.

## Non ti fermerai più
- Titolo originale: AKA Three Lives and Counting
- Diretto da: Jennifer Lynch
- Scritto da: Jack Kenny & Lisa Randolph

Jessica fa sembrare la morte di Holiday un suicidio ma inizia ad avere allucinazioni di Killgrave. Parla al telefono con la madre, ma si sente in colpa per quanto accaduto, perché non aveva intenzione di uccidere una persona, per quanto questa fosse crudele. Con Holiday morto, Alisa riceve una nuova guardia che la tratta bene.
Trish e Malcolm trovano il dott. Malus, ma lei lo tramortisce e lo lega nel bagagliaio dell'auto, perché vuole chiedere a Malus di darle abilità come quella di Jessica. Jessica arriva con il passaporto di Arocho nel posto dov'era nascosto Malus, ma non lo trova e capisce che è stato rapito da Trish. La rintraccia nel momento in cui Malcolm riesce a liberarsi, ma Trish riesce a farla franca con Malus. Jessica rimprovera Malcolm di non aver fiducia in lei e di approfittare del loro rapporto di lavoro, mentre lui la accusa di voler fare sempre tutto da sola senza aver bisogno del suo aiuto. Entrambi sono d'accordo sul fatto che non dovrebbero più lavorare insieme.
Il dott. Malus porta Trish nel vecchio stabilimento della IGH, dove inizia a sottoporla allo stesso processo che ha cambiato Jessica e Alisa. Jessica arriva e interrompe la procedura; accecata dalla rabbia, si trova quasi convinta dalla sua allucinazione di Killgrave di compiere l'omicidio nei confronti di Malus ma riesce a fermarsi all'ultimo istante prima di colpirlo. Però il dott. Malus capisce che ha fatto solo dei danni nella sua vita, non riuscendo mai a migliorare alcuna situazione, e decide di mettere fine alla sua vita. Malus distrugge la struttura con se stesso al suo interno, mentre Jessica porta Trish all'ospedale.
Alisa viene a sapere della morte di Malus tramite un notiziario alla televisione, uccide la sua nuova guardia e fugge dal carcere in cerca di vendetta nei confronti di Trish.

## Pregate per Patsy
- Titolo originale: AKA Pray for My Patsy
- Diretto da: Liz Friedlander
- Scritto da: Raelle Tucker & Hilly Hicks Jr

Alisa va in cerca di Trish, che ritiene responsabile della morte del dott. Malus. Terrorizza lo studio Trish Talk prima di vedere in televisione la madre di Trish che viene intervistata sul motivo per cui Trish è ora ricoverata in ospedale. Arrivata lì scopre che Jessica protegge Trish, ma tenta ancora di uccidere quest'ultima. Quando Costa e la sua collega, Ruth Sunday, arrivano, cercano di arrestare Alisa ma Jessica si intromette, cercando di parlare con Alisa, ma questa prende in ostaggio il detective Sunday e salta fuori dall'ospedale, facendola morire nella caduta. Costa a questo punto dice a Jessica di restare fuori da questa faccenda, ma Jessica organizza segretamente un incontro con Alisa nell'appartamento di Trish.
Nel frattempo, Trish è arrabbiata con Jessica per aver interrotto la procedura in anticipo, perché il suo desiderio è quello di avere anche lei i poteri per aiutare la gente, poi quando è presente la madre inizia ad avere violente convulsioni.
Hogarth rintraccia Green e le racconta una storia inventata su Ryback che si incontra segretamente con più donne. Dando a Green una pistola, Hogarth la guarda confrontarsi con lui e sparargli, poi chiama la polizia.
Nell'appartamento di Trish, Jessica considera di uccidere Alisa sparandole con una pistola, ma non è in grado di farlo. Alisa, allora, la tramortisce e la rapisce.

## Luna park
- Titolo originale: AKA Playland
- Diretto da: Uta Briesewitz
- Scritto da: Jesse Harris (storia), Melissa Rosenberg (sceneggiatura)

Jessica, inizialmente titubante sulle reali intenzioni di Alisa, alla fine decide di lavorare con lei. Dirigendosi verso il confine Messico-Stati Uniti, salvano una famiglia in un incidente stradale. Vedendo del buono nelle azioni di Alisa, Jessica decide di incontrare Arocho per farsi dare nuovi documenti in modo che possano attraversare il confine, ma questi è seguito dalla polizia. Jessica, dopo essere sfuggita alla polizia, decide di cambiare itinerario andando a questo punto verso il confine Canada-Stati Uniti, ma si trovano di fronte ad un blocco stradale.
A questo punto Alisa decide di non mettere in pericolo la figlia, in quanto braccati dalle forze dell'ordine, e decide di aspettare fino all'arrivo della polizia nel parco dei divertimenti Playland.
Trish vede un notiziario sull'incidente stradale e parlando con il detective Costa dei blocchi stradali, si rende conto di dove sono dirette, ricordando che la famiglia Jones aveva visitato Playland prima dell'incidente. Così, intenzionata ad aiutare Jessica, senza avvisare la polizia decide di andare lì e uccide Alisa sparandole. Jessica si prende la colpa, facendosi consegnare la pistola, ma non perdona Trish per il gesto compiuto. Questa, più tardi, scopre che i suoi riflessi sembrano essere aumentati.
Malcolm consegna il materiale di ricatto che ha trovato per Hogarth, permettendole di lasciare lo studio legale con abbastanza soldi e la tenuta dei clienti migliori, tra cui Danny Rand, per iniziare da sola. Malcolm alla fine inizia a lavorare per Hogarth ma come membro dell'agenzia di Cheng.
Jessica decide di non passare più il tempo da sola, alcolizzandosi, abbracciando alcuni aspetti della vita normale con Arocho.